# Howard Vernon
Howard Vernon, pseudonimo di Mario Lippert (Baden-Baden, 15 luglio 1908 – Issy-les-Moulineaux, 25 luglio 1996), è stato un attore svizzero.

## Biografia
Nato da padre svizzero e madre americana, trascorse l'infanzia negli Stati Uniti. Tornato in Europa, svolse i suoi studi a Nizza e poi a Berna. Trasferitosi a Zurigo, imparò il mestiere dell'attore da Erwin Kalser.
Iniziò la sua carriera come attore di teatro e radiofonico, soprattutto in Francia, dove si trasferì prima dello scoppio della seconda guerra mondiale. La perfetta conoscenza del tedesco lo aiutò durante l'occupazione nazista, facendolo entrare nella compagnia che si esibiva per le truppe tedesche.
Alla fine della guerra, Vernon iniziò a lavorare nel cinema. I tratti estremamente marcati del suo viso - asimmetrico e con gli occhi distanti - il suo sorriso ambiguo e il suo accento svizzero lo predisponevano ad interpretare ruoli di malvagio. Nei primi tempi, in Francia, si specializzò nelle parti di ufficiale nazista. Tuttavia il suo primo film importante, Il silenzio del mare di Jean-Pierre Melville, lo vide nei panni di un ufficiale tedesco contrario al nazismo.
In seguito tornò a interpretare figure sadiche, ambigue e sinistre, diventando l'attore preferito del regista spagnolo Jesús Franco, con il quale recitò in ben 35 film, tra cui numerosi horror prodotti in Spagna, Francia, Germania e Svizzera, svolgendo anche il compito di fotografo di scena, accreditato col suo vero nome di Mario Lippert.
Vernon ha interpretato tutti i ruoli-chiave della filmografia di Franco: è stato il primo dottor Orloff in Gritos en la noche, personaggio che ha interpretato una seconda volta in El siniestro Dr. Orloff; per due volte ha incarnato il conte Dracula (Dracula prisonnier de Frankenstein e La fille de Dracula) e per altre due il mago Cagliostro (Les expériences érotiques de Frankenstein e Les exploits érotiques de Maciste dans l'Atlantide); infine, in un'occasione, è stato il detective Al Pereira (Les èbranlées).
Per il resto, la sua notevole filmografia include quasi esclusivamente ruoli di fianco. Attore di scuola e insieme di razza, capace di recitare in inglese, francese e tedesco, Vernon lavorò, tra gli altri, con registi del calibro di Jean-Luc Godard e Woody Allen, ma consacrò il suo talento soprattutto al cosiddetto cinema di genere.

## Curiosità
- La data di nascita ufficiale, il 1914, fu messa in circolazione dallo stesso Vernon nel timore di non essere più scritturato a causa dell'età.[senza fonte]

## Filmografia parziale
- Messaggio speciale (...Un ami viendra ce soir...), regia di Raymond Bernard (1946)
- Eroi senza armi (Le Père tranquille), regia di René Clément (1946)
- Illusioni (La foire aux chimères), regia di Pierre Chenal (1946)
- I ribelli della Vandea (Les Chouans), regia di Henri Calef (1947)
- Il silenzio del mare (Le Silence de la mer), regia di Jean-Pierre Melville (1947)
- Risorgere per amare (Les Jeux sont faits), regia di Jean Delannoy (1947)
- Il colonnello Durand (Le Colonel Durand), regia di René Chanas (1948)
- Il diavolo zoppo (Le Diable boiteux), regia di Sacha Guitry (1948)
- L'inafferrabile Primula Rossa (The Elusive Pimpernel), regia di Michael Powell ed Emeric Pressburger (1950)
- Il grande avventuriero (Black Jack), regia di Julien Duvivier (1950)
- L'avventuriero di New Orleans (The Adventures of Captain Fabian), regia di William Marshall (1951)
- F.B.I. divisione criminale (La môme vert de gris), regia di Bernard Borderie (1953)
- Lucrezia Borgia (Lucrèce Borgia), regia di Christian-Jaque (1953)
- Bob il giocatore (Bob le flambeur), regia di Jean-Pierre Melville (1956)
- Pensione Edelweiss, regia di Ottorino Franco Bertolini, Victor Merenda (1959)
- Pelo di spia (Nathalie, agent secret), regia di Henri Decoin (1959)
- Il diabolico dottor Mabuse (Die 1000 Augen des Dr. Mabuse), regia di Fritz Lang (1960)
- Le vie segrete (The Secret Ways), regia di Phil Karlson e, non accreditato, Richard Widmark (1961)
- Léon Morin, prete (Léon Morin, prêtre), regia di Jean-Pierre Melville (1961)
- Il diabolico dottor Satana (Gritos en la noche), regia di Jesús Franco (1962)
- Sinfonia per un sadico (La mano de un hombre muerto), regia di Jesús Franco (1962)
- Zorro il vendicatore (La venganza del Zorro), regia di Joaquín Luis Romero Marchent (1962)
- L'ombra di Zorro, regia di Joaquín Luis Romero Marchent (1962)
- Il vizio e la virtù (Le Vice et la vertu), regia di Roger Vadim (1963)
- Il treno (The Train), regia di John Frankenheimer (1964)
- Agente Lemmy Caution, missione Alphaville (Alphaville, une étrange aventure de Lemmy Caution), regia di Jean-Luc Godard (1965)
- Miss Muerte, regia di Jesús Franco (1965)
- Danger - Dimensione morte (Train d'enfer), regia di Gilles Grangier (1965)
- Ciao Pussycat (What's New Pussycat), regia di Clive Donner (1965)
- La calda preda (La Curée), regia di Roger Vadim (1966)
- Il papavero è anche un fiore (Poppies Are Also Flowers), regia di Terence Young (1966)
- Agli ordini del Führer e al servizio di Sua Maestà (Triple Cross), regia di Terence Young (1966)
- La vergine di Shandigor (L'Inconnu de Shandigor), regia di Jean-Louis Roy (1967)
- Justine ovvero le disavventure della virtù (Marquis de Sade: Justine), regia di Jesús Franco (1968)
- Sie tötete in Ekstase, regia di Jesús Franco (1970)
- Une vierge chez les morts vivants, regia di Jesús Franco (1971)
- Dracula prisonnier de Frankenstein, regia di Jesús Franco (1971)
- Los amantes de la isla del diablo, regia di Jesús Franco (1972)
- Les expériences érotiques de Frankenstein, regia di Jesús Franco (1972)
- Le journal intime d'une nymphomane, regia di Jesús Franco (1972)
- La comtesse perverse, regia di Jesús Franco (1973)
- Amore e guerra (Love and Death), regia di Woody Allen (1975)
- Frauen für Zellenblock 9, regia di Jesús Franco (1978)
- Docteur Jekyll et les femmes, regia di Walerian Borowczyk (1981)
- El siniestro Dr. Orloff, regia di Jesús Franco (1982)
- El hundimiento de la casa Usher, regia di Jesús Franco (1983)
- La Mort d'Empedocle, regia di Danièle Huillet e Jean-Marie Straub (1987)
- Ultima estate a Tangeri (Dernier été à Tanger), regia di Alexandre Arcady (1987)
- I violentatori della notte (Faceless), regia di Jesús Franco (1988)
- Delicatessen, regia di Jean-Pierre Jeunet (1991)